# Рубеж перехода в атаку

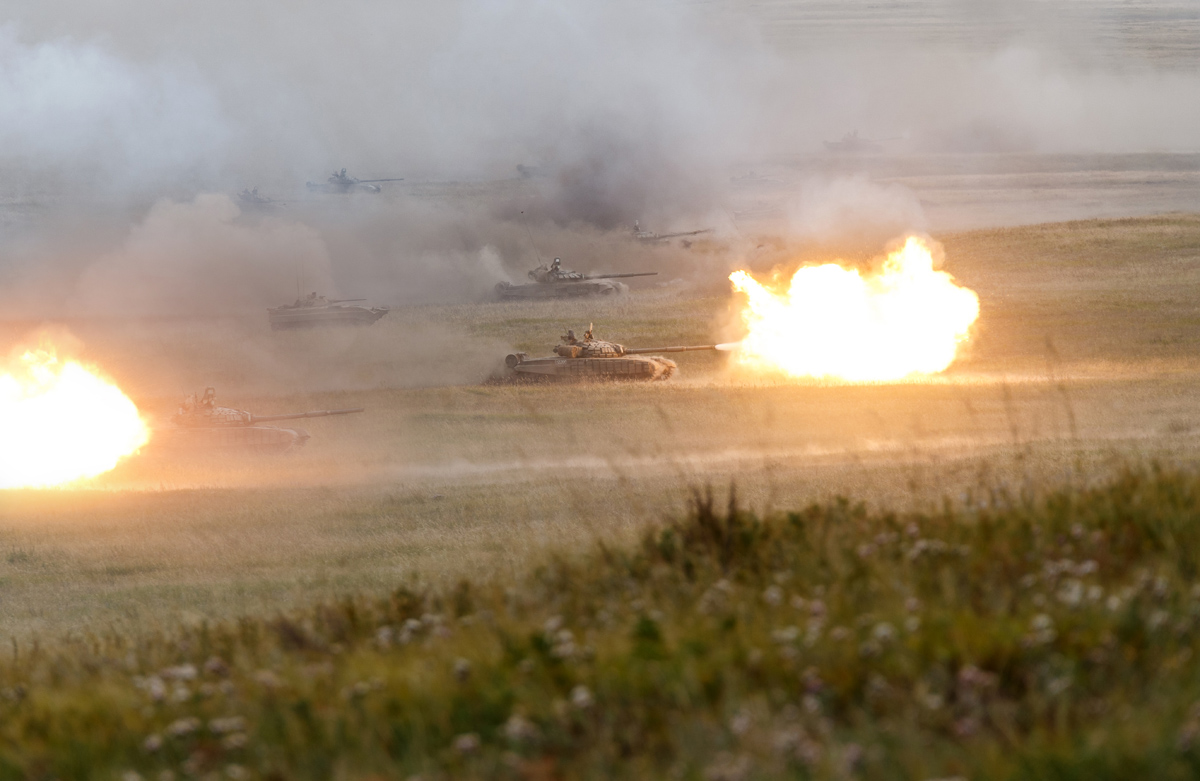
Основные танки Т-72 в атаке, во время учений Восток-2018.

Рубеж перехода в атаку или рубеж атаки — термин из тактики наступательного общевойскового боя, в практике боевого применения сухопутных войск вооружённых сил. 
Рубеж перехода в атаку или рубеж атаки обозначает условную точку (линию) на местности, в которой войсковые части начинают непосредственные атакующие действия в боевом порядке. Выбирается за ближними укрытиями по возможности максимально близко к позициям противника (удаление не более 600 метров), таким образом, чтобы штурмовые части имели возможность скрытного к нему выдвижения, а затем могли с минимальными затратами времени достигнуть переднего края обороны противника.

## Организация
137. В боевом приказе (боевом распоряжении) при постановке задач подразделениям командир батальона (роты) указывает:
— ротам (взводам) — средства усиления, ближайшую задачу (взводам — объект атаки) и направление дальнейшего наступления, рубежи развертывания во взводные колонны, спешивания и перехода в атаку, время выхода на них, маршрут выдвижения, кто поддерживает;
...— Боевой устав воздушно-десантных войск. Часть II (батальон, рота). — Москва: Воениздат, 1984 год.
Как правило, при выдвижении войсковых колонн из глубины своих порядков наступательные действия начинаются из исходного района последовательным развертыванием подразделений для атаки с ходу. При этом для координации атакующих действий назначаются: маршрут выдвижения, исходный рубеж (пункт), рубежи (пункты) развертывания в ротные (взводные) колонны, рубеж перехода в атаку, а для мотострелковых частей при атаке в пешем порядке —- рубеж спешивания.
Рубеж перехода в атаку или рубеж атаки назначается командиром формирования как можно ближе к противнику с таким расчётом, чтобы выдвижение мотострелковых и танковых формирований совершалось скрытно от противника, а удаление его обеспечивало ведение действительного огня из основного вооружения и позволяло формированиям безостановочно на максимальных скоростях достичь переднего края обороны противника в указанное время «Ч», таким требованиям, в соответствии с тактико-техническими характеристиками современного вооружения и военной техники, отвечает расстояние до 600 метров. Иногда в зависимости от условий местности и положения противника на поле боя оно может быть меньшим или большим.
На иностранных языках рубеж атаки называется:
- английский язык — Starting line[6];
- немецкий язык — Angriffslinie.